# Isômes
Isômes est une commune française située dans le département de la Haute-Marne, en région Grand Est.

## Géographie
Située au sud de la Haute-Marne à la limite de la Côte-d'Or et de la Haute-Saône, à l'est de la RN 74 et de l'A31, le village est arrosé par la Coulangé et le Badin qui y confluent.
|                    | Le Montsaugeonnais | Choilley-Dardenay |
| Le Montsaugeonnais | Isômes             |                   |
| Occey              |                    | Cusey             |

### Lieux-dits et écarts
La ferme de la Chassagne était, à partir de 1189 une maison du Temple autonome, puis, après la suppression des Templiers, passa aux Hospitaliers de l'ordre de Saint-Jean de Jérusalem et devint un membre de la commanderie de La Romagne.

### Hydrographie
La commune est dans le bassin versant de la Saône au sein du bassin Rhône-Méditerranée-Corse. Elle est drainée par la Coulange et le Badin.
La Coulange, d'une longueur de 11 km, prend sa source dans la commune de Le Val-d'Esnoms et se jette  dans le Badin sur la commune, après avoir traversé quatre communes. 

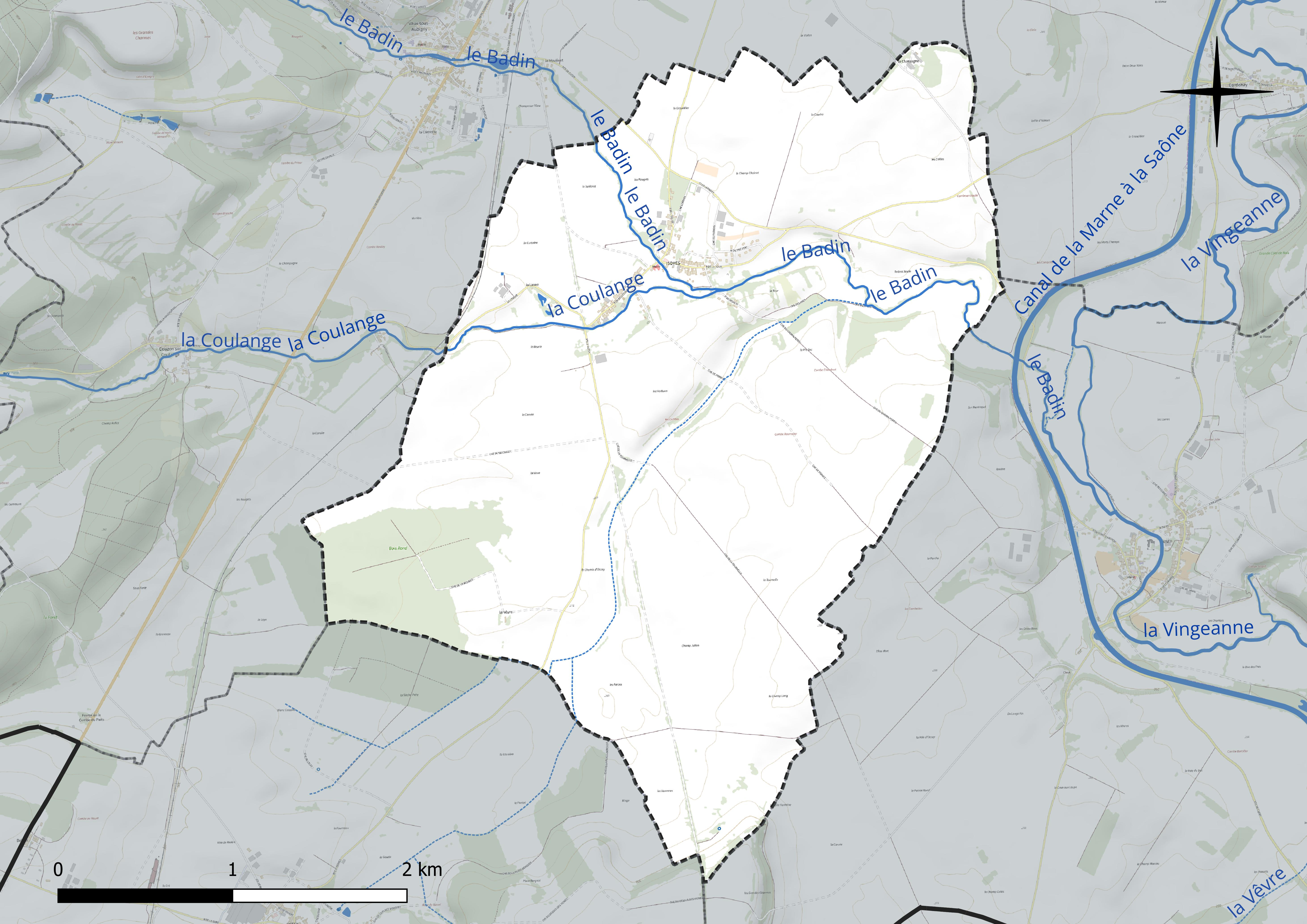
Réseau hydrographique d'Isômes.

Le Badin, d'une longueur de 17 km, prend sa source dans la commune de Le Val-d'Esnoms et se jette  dans la Vingeanne à Cusey, après avoir traversé quatre communes. 

### Climat
Pour des articles plus généraux, voir Climat du Grand Est et Climat de la Haute-Marne.
En 2010, le climat de la commune est de type climat des marges montargnardes, selon une étude du Centre national de la recherche scientifique s'appuyant sur une série de données couvrant la période 1971-2000. En 2020, Météo-France publie une typologie des climats de la France métropolitaine dans laquelle la commune est exposée à un climat océanique altéré et est dans la région climatique  Lorraine, plateau de Langres, Morvan, caractérisée par un hiver rude (1,5 °C), des vents modérés et des brouillards fréquents en automne et hiver. 
Pour la période 1971-2000, la température annuelle moyenne est de 10,2 °C, avec une amplitude thermique annuelle de 17,3 °C. Le cumul annuel moyen de précipitations est de 823 mm, avec 11,9 jours de précipitations en janvier et 8,3 jours en juillet. Pour la période 1991-2020, la température moyenne annuelle observée sur la station météorologique de Météo-France la plus proche, « Coublanc », sur la commune de Coublanc à 13 km à vol d'oiseau, est de 10,9 °C et le cumul annuel moyen de précipitations est de 926,7 mm. 
La température maximale relevée sur cette station est de 41 °C, atteinte le 25 juillet 2019 ; la température minimale est de −26 °C, atteinte le 9 janvier 1985,,. 
Les paramètres climatiques de la commune ont été estimés pour le milieu du siècle (2041-2070) selon différents scénarios d'émission de gaz à effet de serre à partir des nouvelles projections climatiques de référence DRIAS-2020. Ils sont consultables sur un site dédié publié par Météo-France en novembre 2022.

## Urbanisme

### Typologie
Au 1er janvier 2024, Isômes est catégorisée commune rurale à habitat dispersé, selon la nouvelle grille communale de densité à sept niveaux définie par l'Insee en 2022.
Elle est située hors unité urbaine et hors attraction des villes,.

### Occupation des sols
L'occupation des sols de la commune, telle qu'elle ressort de la base de données européenne d’occupation biophysique des sols Corine Land Cover (CLC), est marquée par l'importance des territoires agricoles (91,9 % en 2018), une proportion identique à celle de 1990 (91,9 %). La répartition détaillée en 2018 est la suivante : 
terres arables (80,7 %), prairies (8,3 %), forêts (5,8 %), zones agricoles hétérogènes (2,9 %), zones urbanisées (2,3 %). L'évolution de l’occupation des sols de la commune et de ses infrastructures peut être observée sur les différentes représentations cartographiques du territoire : la carte de Cassini (XVIIIe siècle), la carte d'état-major (1820-1866) et les cartes ou photos aériennes de l'IGN pour la période actuelle (1950 à aujourd'hui).

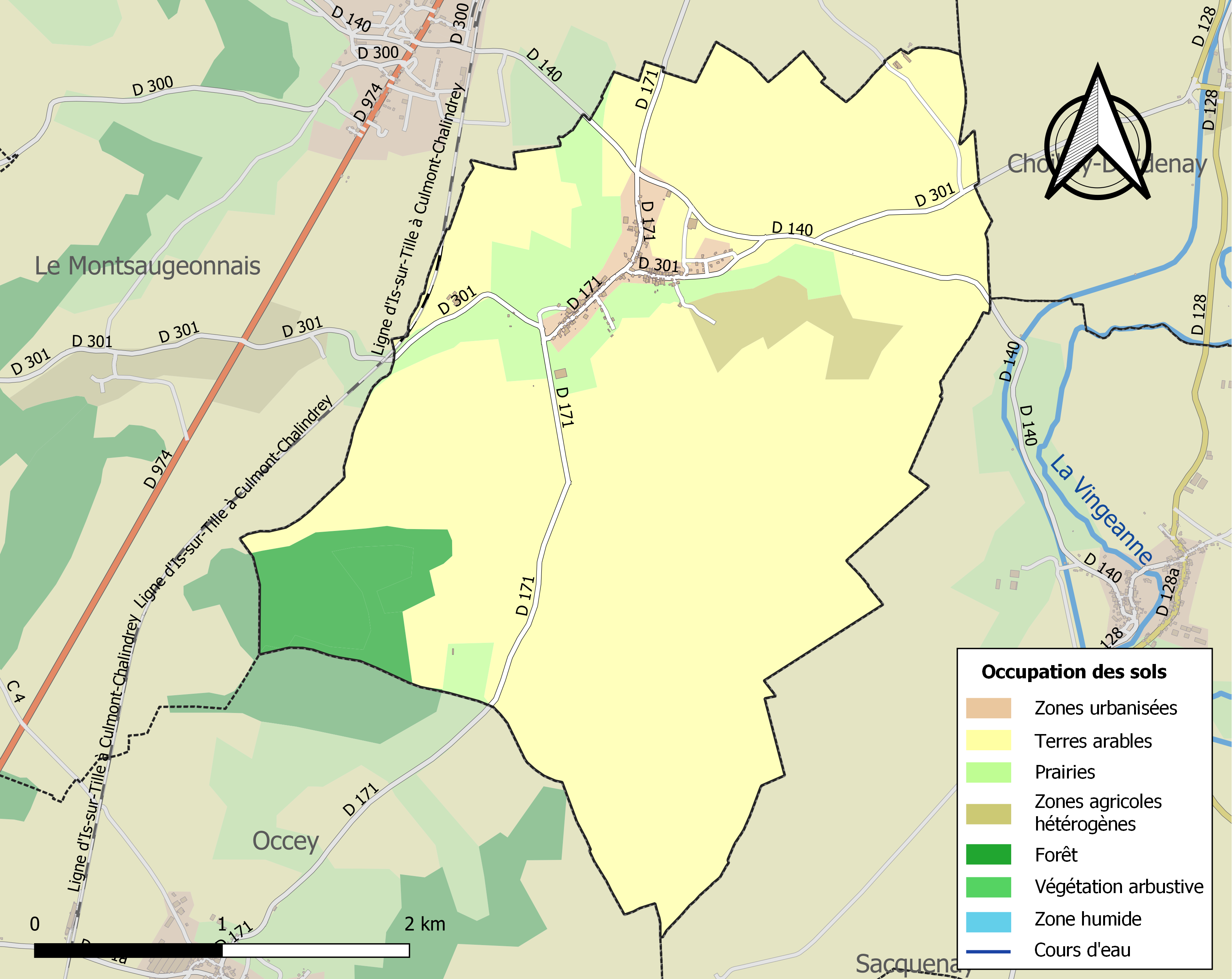
Carte des infrastructures et de l'occupation des sols de la commune en 2018 (CLC).

## Toponymie
Le nom de la localité est attesté sous les formes Icioma (1101) ; Ysomia (1291) ; Ysoma (1334) ; Ysome (1408) ; Isome (1675) ; Izomes (1770).

L'origine du toponyme est discutée tout en n'étant pas encore à ce jour véritablement sourcée : Plutôt qu'un nom de personne, nous proposons une autre piste, liée au domaine des eaux, nous verrons là un type hydronymique assez bien connu dans la région, dans Isômes en Haute-Marne, où nous avons vu un *Iciomagus, « le marché de la rivière », du grec isos, « égalité, égalité des eaux ». Le Rognon  prend sa source sur le territoire de la commune et la Coulange se jette dans le Badin à Isômes.

## Histoire

### Époque romaine
L'implantation romaine est attestée, dans la région, avec la voie protohistorique de Langres à Genève, que les Romains modernisèrent et qui fait ici sa jonction avec la voie de Lyon - Trèves, qui traverse la plaine.
Des fouilles réalisées à la fin du XXe siècle à Bellefontaine ont confirmé cette implantation romaine. Une construction isolée le long de cette voie de forme circulaire, dans une enceinte quadrangulaire est un monument funéraire remontant à l'époque augustéenne.

### Moyen Âge et époque moderne
- Une église abbatiale fut construite au centre du village vers 1100.
- Un monastère, existait autrefois : maison Covelli.
- Un seigneur se nomme Jean d'Isômes.
- La dépendance d’un couvent de femmes est mentionnée sous la domination espagnole en 1500 : maison Apert.
- Le château féodal, qui a été détruit par Henri IV en 1593 (comme tous les châteaux féodaux de la région), dans les épisodes de la bataille de Fontaine-Française.

### Époque contemporaine
Pendant la Révolution, l'église était un magasin de paille.
L'église avait deux cloches. La plus petite fut conduite en 1793 à Til-Châtel pour faire des canons. L'autre, cachée par les habitants dans un trou du Badin, a été fêlée dans ce transbordement et ne fut refondue que vers 1895. Fêlée encore une fois, elle a été refaite avant la Seconde Guerre mondiale.
Le clocher de l'église, en pierre (stuc), a été refait en 1850. Les pierres en excédent ont servi à élever les murs du cimetière, dont l’enceinte autour de l'église n’a été démontée que vers 1900.
Le cimetière, à l'origine autour de l'église, a été transféré route de Vaux en 1854 à cause d’une épidémie de choléra.

## Politique et administration
| Période                                  | Période | Identité              | Étiquette | Qualité |
| ---------------------------------------- | ------- | --------------------- | --------- | ------- |
| 1843                                     | 1848    | M. Dassigny Nicolas   |           |         |
| 1848                                     | 1852    | M. Bertrand Joseph    |           |         |
| 1852                                     | 1856    | M. Dassigny Nicolas   |           |         |
| 1856                                     | 1860    | M. Boisselier Claude  |           |         |
| 1860                                     | 1865    | M. Pitollet Nicolas   |           |         |
| 1865                                     | 1877    | M. Balland J-Baptiste |           |         |
| 1877                                     | 1881    | M. Bertrand Joseph    |           |         |
| 1881                                     | 1888    | M. Balland J-Baptiste |           |         |
| 1888                                     | 1892    | M. Chignardet Nicolas |           |         |
| 1892                                     | 1895    | M. Pitollet Adolphe   |           |         |
| 1895                                     | 1904    | M. Raillard Nicolas   |           |         |
| 1904                                     | 1931    | M. Japiot Victor      |           |         |
| 1931                                     | 1945    | M. Renevey Raymond    |           |         |
| 1945                                     | 1945    | M. Remond Marcel      |           |         |
| 1945                                     | 1947    | Mme Remond Alida      |           |         |
| 1947                                     | 1953    | M. Renevey Jules      |           |         |
| 1953                                     | 1955    | Mme Remond Alida      |           |         |
| 1955                                     | 1971    | M. Renevey Roger      |           |         |
| 1971                                     | 1986    | M. Clerc James        |           |         |
| 1986                                     | 1989    | M. Covelli Sauveur    |           |         |
| 1989                                     | 2014    | M. Herard Jean-Pierre |           |         |
| 2014                                     | ....    | M. Herard Nicolas     |           |         |
| Les données manquantes sont à compléter. |         |                       |           |         |

## Population et société

### Démographie

#### Évolution démographique
L'évolution du nombre d'habitants est connue à travers les recensements de la population effectués dans la commune depuis 1793. Pour les communes de moins de 10 000 habitants, une enquête de recensement portant sur toute la population est réalisée tous les cinq ans, les populations de référence des années intermédiaires étant quant à elles estimées par interpolation ou extrapolation. Pour la commune, le premier recensement exhaustif entrant dans le cadre du nouveau dispositif a été réalisé en 2006.

En 2022, la commune comptait 147 habitants, en évolution de −3,29 % par rapport à 2016 (Haute-Marne : −4,62 %, France hors Mayotte : +2,11 %).
| 1793 | 1800 | 1806 | 1821 | 1831 | 1836 | 1841 | 1846 | 1851 |
| ---- | ---- | ---- | ---- | ---- | ---- | ---- | ---- | ---- |
| 387  | 378  | 344  | 316  | 357  | 348  | 337  | 314  | 308  |

| 1856 | 1861 | 1866 | 1872 | 1876 | 1881 | 1886 | 1891 | 1896 |
| ---- | ---- | ---- | ---- | ---- | ---- | ---- | ---- | ---- |
| 276  | 267  | 266  | 250  | 249  | 251  | 231  | 224  | 227  |

| 1901 | 1906 | 1911 | 1921 | 1926 | 1931 | 1936 | 1946 | 1954 |
| ---- | ---- | ---- | ---- | ---- | ---- | ---- | ---- | ---- |
| 215  | 210  | 169  | 157  | 168  | 162  | 156  | 169  | 182  |

| 1962 | 1968 | 1975 | 1982 | 1990 | 1999 | 2006 | 2011 | 2016 |
| ---- | ---- | ---- | ---- | ---- | ---- | ---- | ---- | ---- |
| 155  | 156  | 156  | 148  | 125  | 103  | 131  | 149  | 152  |

| 2021 | 2022 | - | - | - | - | - | - | - |
| ---- | ---- | - | - | - | - | - | - | - |
| 147  | 147  | - | - | - | - | - | - | - |

## Lieux et monuments

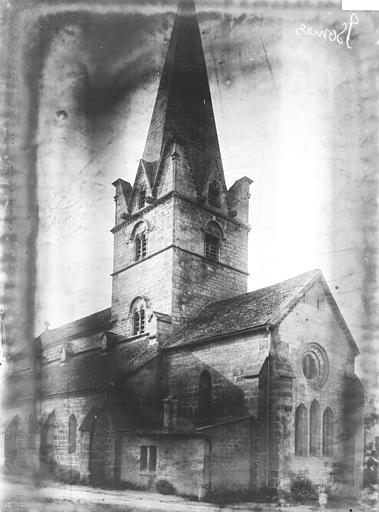
L'église (photo de Camille Enlart).

- Église de l'Assomption de la Vierge :

Cette église abbatiale de style bourguignon, élevée aux XIIe - XIIIe siècle, se dresse au centre du village. L'édifice, d'aspect fortifié avec sa tour-clocher à arcades géminées et flèche octogonale de pierre (remarquée comme unique en Haute-Marne), s'ouvre par un portail avec chapiteaux sur colonnettes et possède un vitrail en rosace représentant l’Assomption de la Vierge. Les autres vitraux représentant la Sainte Famille sont plus récents. Une toile, avec le même motif que la rosace (don de M. de Tricornot, peintre) est appliquée à un mur du chœur.
Elle est classée monument historique depuis 1840.
- Vestiges du château féodal :

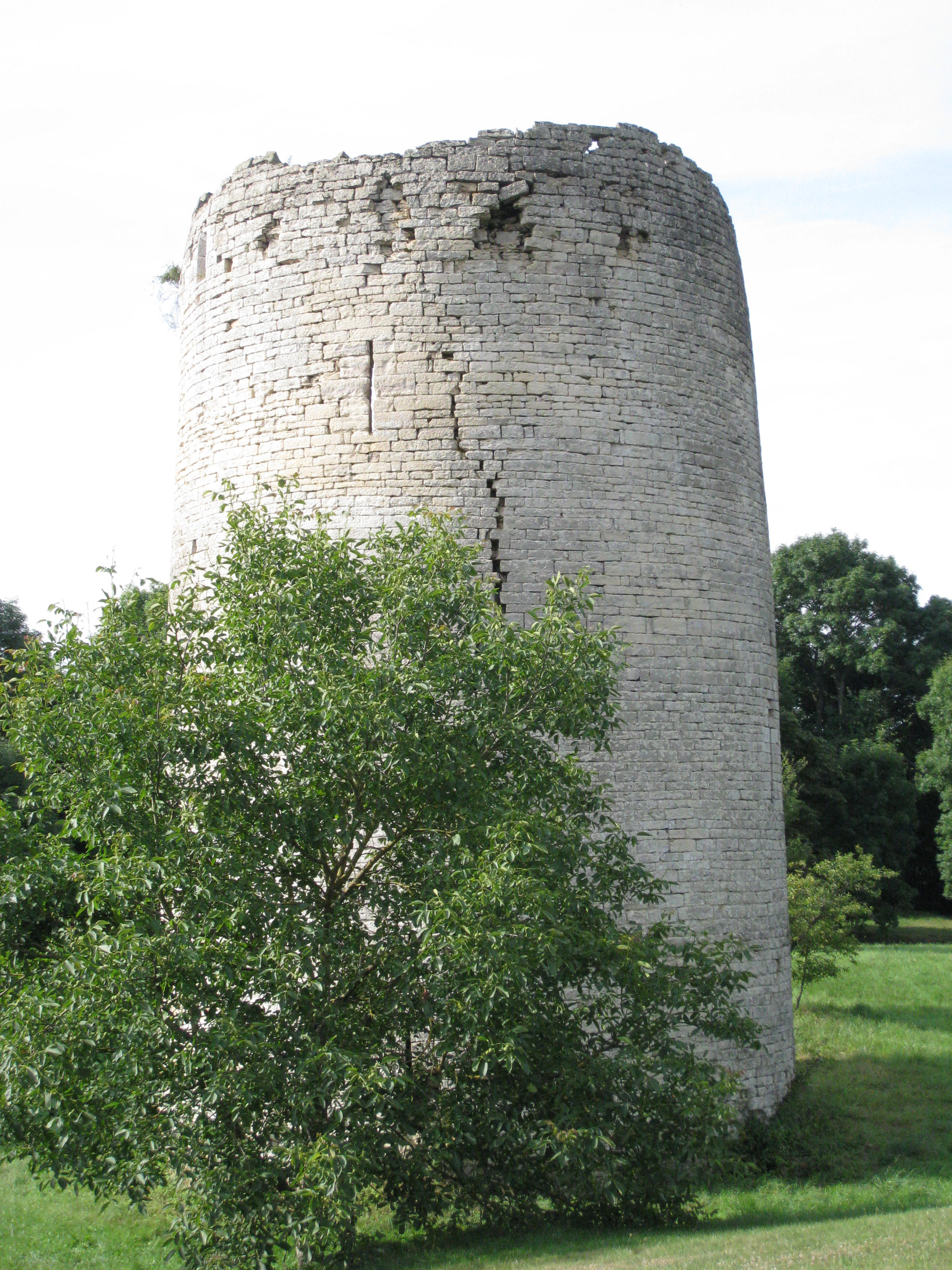
Tour en ruine.

Tour, considérablement dégradée, mais encore visible à la sortie Est du village. 

## Personnalités liées à la commune
- Alphonse-Alexis Morlot (1838-1918), peintre né dans cette ville.